# Recorded Music NZ
A Recorded Music NZ (korábban Recording Industry Association of New Zealand (RIANZ)) nonprofit szövetség új-zélandi producerek, kereskedők és zenei előadók között. A szervezet összegzi és adja ki a hivatalos új-zélandi kislemez és albumlistát. A Top 40 kislemezlista fele részt az eladásokból, fele részt a rádiós lejátszásokból adódik össze, utóbbi adatait a Radioscope szervezet szolgáltatja. Ugyancsak a szervezet adományozza az új-zélandi arany és platinalemezeket az eladott példányszám után.

## Minősítések
| Formátum              | Arany | Platina |
| --------------------- | ----- | ------- |
| Albumok és kislemezek | 7 500 | 15 000  |
| Zene DVD-k            | 2 500 | 5 000   |

## Külső hivatkozások
- Hivatalos Recorded Music NZ weboldal
- Official New Zealand Music Chart weboldal Archiválva 2017. május 27-i dátummal a Wayback Machine-ben
- New Zealand Music Awards weboldal
- Hivatalos RIANZ weboldal